# Старый Оскол (аэропорт)
Старый Оскол — аэропорт города Старый Оскол. До аэропорта возможно добраться на маршрутном такси № 2 и № 10А.

## Технические характеристики аэродрома
Аэродром включает в себя:
- ВПП длиной 1800 метров и шириной 42 метра
- 4 места стоянки ВС
- Терминал с пропускной способностью 37 чел/час

## Принимаемые типыВС
Ан-24, Ан-26, Ан-28, Ан-30, Ан-140, Ан-148, Ил-114, Л-410, Як-40, Як-42, Embraer EMB 120 Brasilia, SAAB-340, SAAB 2000 и более лёгкие, вертолёты всех типов. Классификационное число ВПП (PCN) 21/R/B/W/T.

## Показатели деятельности
| год        | 2014 | 2015 | 2016 | 2017 |
| пассажиров | 231  | 159  | 366  | 6600 |
| Источники: |      |      |      |      |

## Перевозчики и пункты назначения
С 6 марта 2017 года компания ООО «Компас» (арендовала самолёты Як-40 у «Вологодского авиапредприятия») выполняла регулярные рейсы по маршруту Старый Оскол—Внуково, а с 6 мая — Старый Оскол—Санкт-Петербург (по состоянию на декабрь 2017 года эти рейсы прекращены). С 1 декабря 2017 года рейсы во Внуково на самолётах Ан-24 выполняет авиакомпания Псковавиа.

## Воздушные суда, используемые авиакомпаниями при выполнении рейсов из аэропорта Старый Оскол
| Авиакомпания                | Используемые воздушные суда |
| --------------------------- | --------------------------- |
| Ак Барс Аэро                | Як-40                       |
| Центр-Юг                    | Як-40                       |
| Вологодское Авиапредприятие | Як-40                       |
| Псковавиа                   | Ан-24                       |